# Roerwerking van een schip
Het goed kunnen besturen van een schip heeft te maken met verschillende factoren. Eén van de meest belangrijke is de werking van het roer. Vanaf het begin van de 20ste eeuw begon men met experimenteren van verschillende roertypes. Men gaf vooral de aandacht aan de vorm van de schroef en het achterschip om zo een betere roerwerking te verkrijgen. Na jarenlang onderzoek is gebleken dat deze elementen de grootste invloed hebben op de roerwerking van het schip: krachten die op het schip werken, het draaipunt, slagzij liggen en de factoren eigen aan het schip.

## Krachten die op het schip werken
Wanneer een schip een eenparige rechtlijnige beweging (ERB) volgt dan werken er twee krachten op het schip die elkaar opheffen.
- De stuwkracht S volgens de vaarrichting
- De weerstand W tegengesteld aan de vaarrichting

Als het roer midscheeps ligt en het schip heeft een eenparige snelheid dan is de stuwkracht gelijk aan de weerstand.
Echter wanneer het roerblad een liftkracht L zou ondervinden, dan is deze kracht L evenredig met de snelheid in het kwadraat. Dit verklaart waarom verandering van snelheid een grote invloed heeft op de roer werking.
Deze drie krachten bepalen hoe effectief de roerwerking zal zijn.

## Het draaipunt
Het draaipunt, of ook wel het pivotpunt genoemd, is een punt dat in theorie niet aan de draaibeweging deelneemt en waarrond het schip draait.

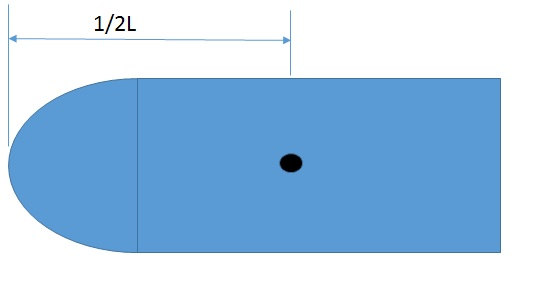
draaipunt wanneer er geen vaart is

### Bij een stilliggend schip
Het draaipunt valt ongeveer samen met het zwaartepunt en ligt dus ongeveer in het midden.

### Bij vaart vooruit

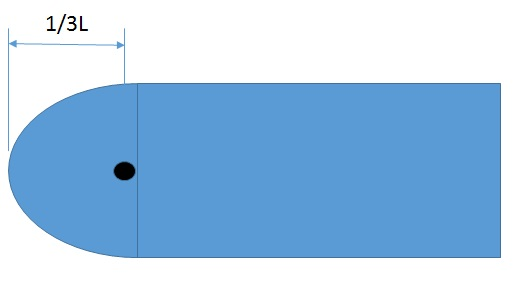
draaipunt schip bij een voorwaartse beweging

Nu werken de stuwkracht en de weerstand op het schip. Het pivotpunt zal zich verplaatsen naar de richting van de beweging van het schip. Wanneer de vaart en hoeksnelheid van het schip terug constant is dan is zal het draaipunt weer een vast punt worden. Bij een de meeste schepen ligt het draaipunt bij een normale voorwaartse vaart op ongeveer 1/3 de van de scheepslengte vooraan.

### Bij vaart achteruit
Het draaipunt zal zich naar 1/3 de scheepslengte naar achteren verplaatsen.

### Andere factoren die de positie beïnvloeden
- versnelling vooruit of achteruit
- vorm van de romp
- snelheid
- blockcoëfficiënt van het schip[2]

## Slagzij in de draai
Bij het eerste stadium zal de weerstand de slagzij bijvoorbeeld naar stuurboord duwen.
Hierna in het tweede stadium is het schip aan het draaien. De weerstand W die veel groter is dan L grijpt ook aan onder het zwaartepunt waardoor het schip slagzij zal maken naar bakboord.

## Factoren eigen aan het schip
De volgende factoren spelen ook een grote rol bij de roerwerking van het schip:
- vorm en grootte van het roer
- vorm van het achterschip
- diepgang van het schip
- trim
- gewichtsverdeling
- slagzij
- verhouding lengte en breedte van het schip
- vorm van de stevens
- Block coëfficiënt[3]

## Referentielijst
1. ↑  How Does A Rudder Help In Turning A Ship?. Gearchiveerd op 23 maart 2023.
2. 1 2 3 4 5  (en) The Pivot Point. Cult Of Sea. Gearchiveerd op 4 december 2018. Geraadpleegd op 3 december 2018.
3. 1 2  (nl) (en) Van Houcke, A., Mortier, P. (2015-08). Manoeuvres. Hogere Zeevaartschool Antwerpen, pp. 494.